# Bahnhof Böhl-Iggelheim
Der Bahnhof Böhl-Iggelheim ist die Bahnstation der rheinland-pfälzischen Ortsgemeinde Böhl-Iggelheim. Er verfügt über zwei Bahnsteiggleise. Der Bahnhof liegt im Verbundgebiet des Verkehrsverbundes Rhein-Neckar (VRN) und gehört zur Tarifzone 121. Seine Anschrift lautet Am Bahnhofsplatz 4.
Er liegt an der Bahnstrecke Mannheim–Saarbrücken, die im Wesentlichen aus der Pfälzischen Ludwigsbahn Ludwigshafen–Bexbach hervorging. Eröffnet wurde er am 11. Juni 1847, als der Ludwigsbahn-Abschnitt Ludwigshafen–Neustadt in Betrieb ging. Der Bahnhof hatte bis nach dem Zweiten Weltkrieg Bedeutung als regionaler Güterumschlagplatz, seit etwa 1970 dient er praktisch nur noch dem Personenverkehr. Inzwischen wurde er zum Haltepunkt zurückgebaut. Seit Dezember 2003 ist er außerdem Teil der Linien S1 und S2 der S-Bahn RheinNeckar. Sein früheres Empfangsgebäude steht zudem unter Denkmalschutz.

## Lage
Die Bahnstation befindet sich am südöstlichen Rand des Ortsteils Böhl. Parallel zu den Bahngleisen verläuft im Norden die örtliche Bahnhofstraße. Südlich der Bahnstrecke befindet sich ein Industriegebiet und in diesem die Straße Am Bahnhofsplatz. Der östliche Bereich des Bahnhofs wird von der Landesstraße 528 überbrückt.

## Geschichte

### Bahninitiativen rund um Böhl und Iggelheim
Ursprünglich war geplant, innerhalb der Pfalz (Bayern) zuerst eine Bahnstrecke in Nord-Süd-Richtung von der Rheinschanze über Schifferstadt, Speyer und Lauterbourg bis nach Strasbourg in Betrieb zu nehmen, die mit der von Baden projektierten Strecke Mannheim–Basel konkurrieren sollte. Diese wurde jedoch zugunsten einer Ost-West-Magistrale, die primär dem Kohletransport dienen sollte, zurückgestellt.
Zunächst war jedoch unklar, ob diese Ost-West-Strecke über das Gebiet der damals noch selbständigen Gemeinden Böhl und Iggelheim führen sollte. Speyer, die Hauptstadt der Pfalz, setzte sich dafür ein, östlicher Endpunkt der Strecke zu werden. Argumentiert wurde im Wesentlichen, dass die Domstadt ein alter Handelsplatz sei, während die Rheinschanze, die alternativ als Streckenende in Erwägung gezogen wurde, als bloßer Militärstützpunkt lediglich dem Umladen von Waren dienen würde. Diese Bestrebungen setzten sich jedoch nicht durch, da die Bahngesellschaft hauptsächlich den rechtsrheinischen Teil der aufstrebenden Rhein-Neckar-Region – vor allem Mannheim – als Markt im Blick hatte und der Export der Kohle ins Gebiet jenseits des Rheins für wichtiger erachtet wurde.
Östlich von Kaiserslautern standen zudem für die Streckenführung zwei Varianten zur Diskussion. Zunächst dachten die verantwortlichen Ingenieure an einen Streckenverlauf über das Dürkheimer Tal und Bad Dürkheim, entschieden sich aber schließlich für die Variante durch das Neustadter Tal. Dessen Überwindung würde sich gemäß einem Gutachten zwar ebenfalls schwierig gestalten, jedoch keine stationären Dampfmaschinen und Seilzüge erfordern. Aber auch bei dieser Streckenführung war ursprünglich vorgesehen, lediglich in den benachbarten Orten Schifferstadt und Haßloch Bahnhöfe zu errichten. Erst nachträglich wurde vereinbart, auch Böhl mit einer Station zu versehen. Gemäß ihrer Bedeutung für den Nachbarort Iggelheim erhielt sie die Bezeichnung „Böhl-Iggelheim“.

### Bau der Bahnanlagen
Auf Böhler Gemarkung und in den Nachbargemeinden begann die Umsetzung der Pläne im November 1844 mit einer Information an die betroffenen Grundstückseigentümer, dass ihre Grenzsteine gut sichtbar zu machen seien. Sieben Eigentümer in Böhl waren zunächst nicht zu einem Verkauf bereit, gaben schließlich aber nach. Diejenigen Besitzer, die sofort verkauft haben, erhielten 14 Gulden pro Maßeinheit, die zögerlichen erhielten 6 Gulden und 30 Kreuzer. Beträge unter 100 Gulden wurden ab Juni 1845 durch das Neustädter Bankhaus L. Dacque ausbezahlt. Nachfolgend begannen die eigentlichen Bauarbeiten, die mit der Eröffnung der Ludwigsbahn am 11. Juni 1847 ihren vorläufigen Abschluss fanden. Der Eisenbahnbetrieb brachte auch einige Arbeitsplätze mit sich. 1847 bewarben sich sieben Personen aus Böhl für Dienste bei der Bahn.
Im neuen Bahnhof wurde auch das Postamt des Ortes eingerichtet. 1907 bat die Gemeinde zwar um Verlegung des Postamtes in die Ortsmitte, aber die Oberpostdirektion Speyer bestand auf einem Verbleib im Bahnhof, unter anderem weil der Weg von der Ortsmitte zum Bahnhof nicht weit sei und weil man Post- und Bahndienste zusammenhalten wollte. Die Post blieb bis 1920 im Bahnhof.
Die Bahnanlagen wurden relativ schnell erweitert. Bereits gemeinsam mit dem Bahnhof war ein Schrankenwärterhäuschen erbaut worden. Im Herbst 1847 wurde eine Verladerampe für Mast- und Handelsvieh gebaut und in der nachfolgenden Zeit gab es weitere kleinere bauliche Veränderungen der Anlagen. So bestand 1868 am Mittelpfad noch ein Bahnwärterhäuschen, das 1928 abgerissen wurde.

### Bahnhofsvergrößerung 1923

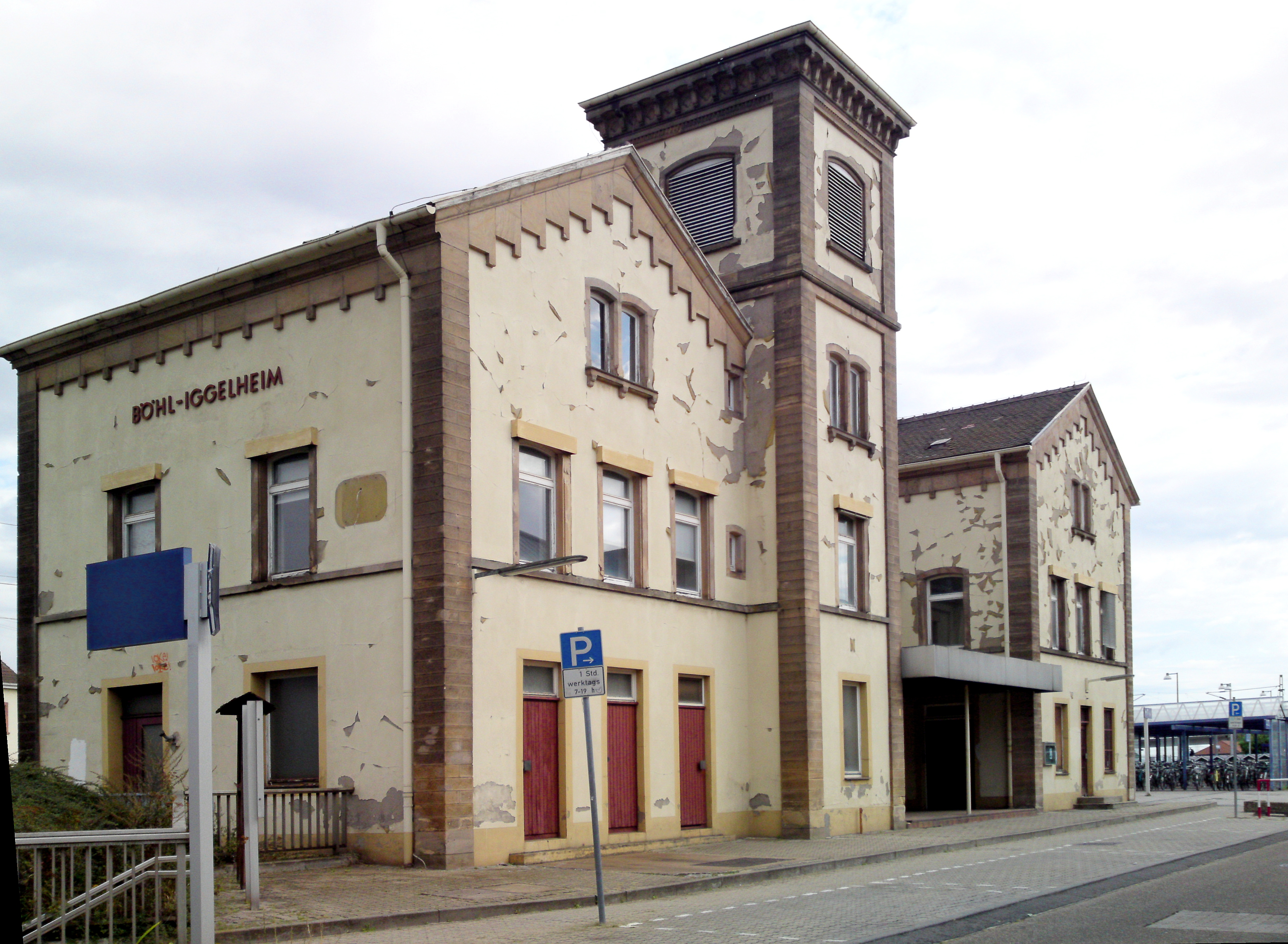
Früheres Empfangsgebäude

1922 erfolgte die Eingliederung des Bahnhofs in die neu gegründete Reichsbahndirektion Ludwigshafen. Im Zuge der Auflösung der Reichsbahndirektion in Ludwigshafen zum 1. April 1937 wechselte er in den Zuständigkeitsbereich der Mainzer Direktion.
Nach dem Bau des dritten Gleises 1923 wurde der Bahnhof vergrößert. Dabei entstanden eine Unterführung, das Stellwerk in Richtung Schifferstadt und eine neue große Holzrampe zur Güterverladung. Verladen wurden in Böhl insbesondere Kohlen, da es in Böhl und Iggelheim insgesamt sieben Kohlenhändler gab. Kohlenhändler Schmitt in der Iggelheimer Straße verfügte sogar über ein eigenes Anschlussgleis. Der weitere Güterumschlag umfasste hauptsächlich Gemüse, Vieh und Baumaterialien jeglicher Art. Insbesondere die örtliche Industrie profitierte vom Bahnhof. Große Güterkontingente waren Grubenholz der Firma Lenz, Fahrräder der Firma Schwarz sowie Güter der Lackfabrik Schöffler. Ab 1933 verfügte der Bahnhof über eine eigene Kleinlok zum Rangieren der zahlreichen abzufertigenden Güterwaggons.
Im Zweiten Weltkrieg wurden beim Luftangriff vom 14. Februar 1942 der Bahnhof, die Gleisanlagen, die Stromleitungen und einige umliegende Wohnhäuser beschädigt. Der Lokschuppen wurde dabei völlig zerstört.

### Entwicklung seit dem Zweiten Weltkrieg
Die Deutsche Bundesbahn gliederte den Bahnhof nach dem Zweiten Weltkrieg in die Bundesbahndirektion Mainz ein, der sie alle Bahnlinien innerhalb des neu geschaffenen Bundeslandes Rheinland-Pfalz zuteilte.
Nach dem Krieg erlangte der Bahnhof auch rasch wieder Bedeutung als Güterumschlagplatz für die örtliche Industrie, vor allem die Firmen Garthe und Orth nutzen die Bahn zum Transport ihrer Güter. Der Güterumschlag war jedoch bald wieder rückläufig, als die Unternehmen dem Gütertransport auf der Straße den Vorzug gaben. Als Folge dieser Entwicklung wurde der Eilgutschuppen am Bahnhofsvorplatz abgerissen. Der Güterschuppen wurde zeitweise noch an das Unternehmen Garthe vermietet, bevor er zugunsten eines neuen Schnellgleises auch abgerissen wurde. Das mechanische Stellwerk wurde zum 19. Oktober 1970 durch ein Drucktastenstellwerk der Bauart DrS2 ersetzt und dabei auch die Formsignale gegen Lichtsignale ausgetauscht.
1971 gelangte die Station im Zuge der Auflösung der Bundesbahndirektion Mainz in den Zuständigkeitsbereich der Bundesbahndirektion Karlsruhe. In der Folgezeit wurde der Bahnhof zu einem Haltepunkt zurückgebaut.
2003 erfolgte im Zuge der Integration der Bahnstrecke Mannheim–Saarbrücken bis Kaiserslautern in das Netz der S-Bahn RheinNeckar der behindertengerechte Ausbau der Bahnsteige. Die Eröffnung der S-Bahn fand am 14. Dezember 2003 statt, in deren System der Bahnhof seither integriert ist.

## Bauwerke
Beim denkmalgeschützten Empfangsgebäude handelt es sich um einen repräsentativen Putzbau, der im sogenannten „Maximilianstil“ errichtet wurde. Sein Mittelteil stammt aus dem Jahr 1847; das Giebelhaus im Westen sowie der Treppenturm kamen in den 1860er Jahren hinzu. Der östliche Trakt entstand um 1910. Für den Bahnbetrieb hat es inzwischen keine Bedeutung mehr.